# Liste der Monuments historiques in Amblans-et-Velotte
Die Liste der Monuments historiques in Amblans-et-Velotte führt die Monuments historiques in der französischen Gemeinde Amblans-et-Velotte auf.

## Liste der Immobilien
| Bezeichnung            | Beschreibung                                                            | Standort                                     | Kennzeichnung | Schutzstatus | Datum | Bild           |
| ---------------------- | ----------------------------------------------------------------------- | -------------------------------------------- | ------------- | ------------ | ----- | -------------- |
| Wasch- und Brunnenhaus | bezeichnet 1825 und 1840                                                | Velotte-sous-Amblans, 2 rue du Lavoir (Lage) | PA00102107    | Inscrit      | 1986  | weitere Bilder |
| Brunnen                | 1834/35 errichtet                                                       | Amblans, rue des Écoles (Lage)               | PA00102108    | Inscrit      | 1986  | weitere Bilder |
| Brunnen                | aus dem 19. Jahrhundert                                                 | Amblans, rue de la Vie (Lage)                | PA00102109    | Inscrit      | 1986  | weitere Bilder |
| Château d’Amblans      | Schloss, um 1725 erbaut; mit den Wirtschaftsgebäuden und der Parkanlage | Amblans, 1 rue du Chateau (Lage)             | PA70000113    | Inscrit      | 2015  | weitere Bilder |

## Liste der Objekte
| Bezeichnung                | Beschreibung | Standort                                 | Kennzeichnung | Schutzstatus | Datum | Bild |
| -------------------------- | --- | ---------------------------------------- | ------------- | ------------ | ----- | ---- |
| Skulptur Heiliger Antonius | Holz, vergoldet, Anfang des 19. Jahrhunderts                                                                                        | Amblans, in der Kirche St-Antoine (Lage) | PM70001945    | Inscrit      | 1996  |      |
| Skulptur Heiliger Antonius | Stein, erste Hälfte des 19. Jahrhunderts                                                                                            | Amblans, in der Kirche St-Antoine (Lage) | PM70001946    | Inscrit      | 1996  |      |
| Hauptaltar                 | Altartisch, Tabernakel, Exposition, Altarkreuz und Altarleuchter; Holz, Kupfer, vergoldet, datiert 1864, Goldschmied Louis Bachelet | Amblans, in der Kirche St-Antoine (Lage) | PM70001947    | Inscrit      | 1996  |      |
| Gemälde Heiliger Isidor    | Ölfarbe auf Leinwand, Mitte des 19. Jahrhunderts, von Claude-Basile Cariage (?)                                                     | Amblans, in der Kirche St-Antoine (Lage) | PM70001948    | Inscrit      | 1996  |      |
| Kelch und Patene           | Silber vergoldet, um 1685, Goldschmied Jean-Baptiste Chenevière                                                                     | Amblans, in der Kirche St-Antoine (Lage) | PM70000023    | Classé       | 1962  |      |